# سليمان خلفاوي
سليمان خلفاوي (المولود في عام 1975، الجزائر) كان إرهابيًا فرنسيًا جزائريًا أدين بالتخطيط لتفجير كاتدرائية استراسبورغ في عام 2004، وتم الحكم عليه بالسجن لمدة 10 سنوات من خلال محكمة فرنسية في باريس، بفرنسا. وقد كان متزوجًا من سيدة مسلمة فرنسية عندما تم إلقاء القبض عليه.

## السنوات الأولى من حياته
أصبح خلفاوي هاربًا مطلوبًا للسلطات الفرنسية منذ عام 1996 بسبب المشاركة في شبكة إرهابية جزائرية خططت لتنفيذ هجمات في مختلف أرجاء فرنسا وأوروبا. وفي مارس من عام 1998، شارك خلفاوي في معسكرات التدريب التابعة للقاعدة في أفغانستان مع أحمد رسام من مونتريال، بكندا وأحد أعضاء «تفجير الألفية».

## إلقاء القبض عليه
كان أحد المشاركين في لتخطيط لتفجير كاتدرائية استراسبورغ في عام 2000 وكانت له علاقة قوية للغاية مع أبو ضحى، قائد المجموعة. وقد شارك خلفاوي مع المواطن الجزائري البريطاني رباح قدري فيما أشير إليه على أنه محاولة للهجوم على مترو أنفاق لندن باستخدام مواد سامة، وكان مرتبًا للقيام بها في أواخر عام 2002. وقد تم إلقاء القبض عليه في فرنسا من قبل السلطات الفرنسية في نوفمبر من عام 2002 بعد القبض على رباح قدري في لندن، والذي ألقت الشرطة البريطانية القبض عليه في نفس اليوم.
وعندما حضرت الشرطة الفرنسية لإلقاء القبض عليه، حاول الهرب من نافذة في الدور الثاني أثناء الهجوم الذي تم في الصباح الباكر على منزل أخته في ضاحية في باريس إلى الشرق من مونتفيرميل، إلا أنه تمت السيطرة عليه والقبض عليه بعد عدة دقائق من ذلك.

## المحاكمة في عام 2004
تم توجيه التهمة إلى خلفاوي ومحاكمته بالإضافة إلى محمد بن صخرية وأربعة متهمين آخرين في محكمة من محاكم باريس، بفرنسا في أكتوبر من عام 2004. وقد تم الحكم على خلفاوي بالسجن لمدة 10 سنوات في ديسمبر من نفس العام نظير دوره في التخطيط لتفجير كاتدرائية استراسبورغ.